# Petroica australis
La petroica bruna dell'Isola del Sud (Petroica australis (Sparrman, 1788)) è un uccello della famiglia dei Petroicidi originario della Nuova Zelanda, dove gode dello status di specie endemica protetta. È diffusa nell'Isola del Sud e nell'isola Stewart/Rakiura (dove è presente con una sottospecie distinta), sebbene la sua distribuzione non sia continua. La specie è strettamente imparentata con la petroica bruna dell'Isola del Nord (un tempo considerata una sua sottospecie, ma oggi trattata come specie a parte, P. longipes) e con la rarissima petroica delle Chatham (P. traversi) dell'arcipelago omonimo.

## Tassonomia

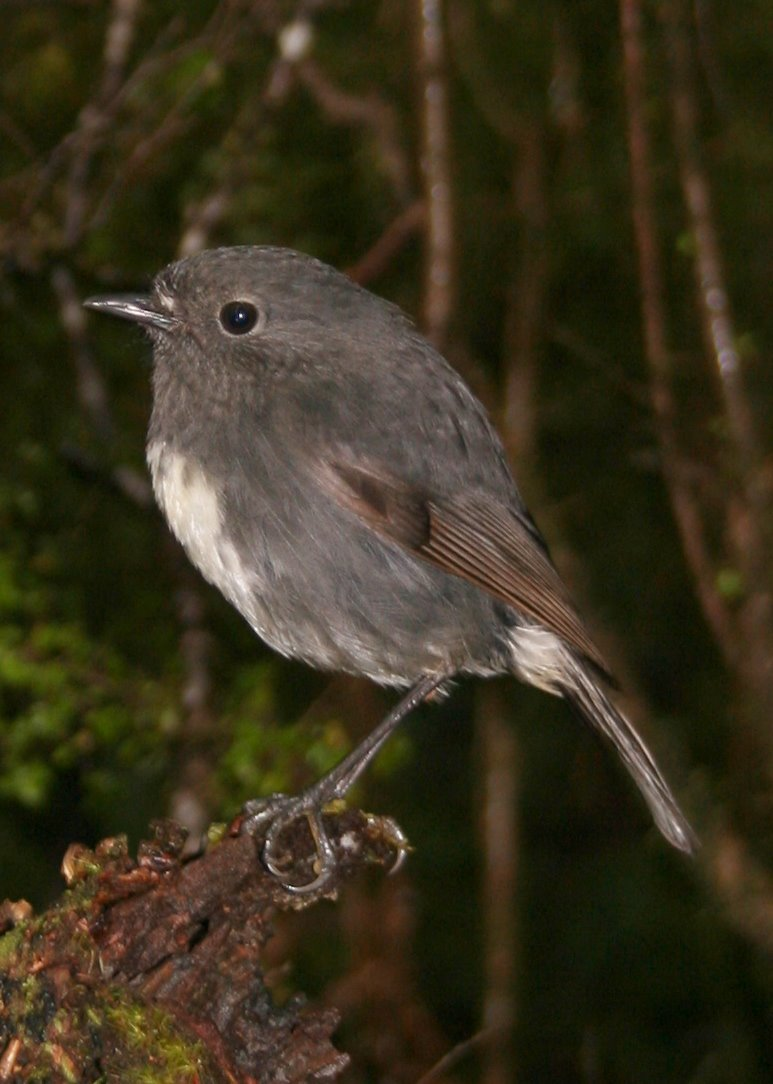
P. a. australis.

Attualmente gli studiosi ne riconoscono due sottospecie:
- P. a. australis (Sparrman, 1788) (Isola del Sud);
- P. a. rakiura C. A. Fleming, 1950 (isola Stewart).

Gli areali delle due sottospecie non si sovrappongono. La petroica bruna dell'Isola del Nord (P. longipes), la petroica della Nuova Zelanda (P. macrocephala) e la petroica delle Chatham (P. traversi) sono suoi parenti stretti. P. traversi in particolare sembra che discenda direttamente da P. australis, sebbene la localizzazione dell'antenato comune più recente sia ancora da determinare. La famiglia cui questa specie appartiene, quella dei Petroicidi, conta in tutto 50 specie, diffuse prevalentemente in Australia, Nuova Zelanda e Nuova Guinea.

### Testimonianze fossili
Le analisi filogenetiche molecolari suggeriscono due diverse ondate di immigrazione del genere Petroica dall'Australia. P. longipes e P. australis potrebbero essere giunte con la prima ondata e P. macrocephala con la seconda. Le prove indicano che P. longipes e P. australis abbiano iniziato a divergere prima del Pleistocene e che le due sottospecie di P. australis si siano diversificate dopo la stessa era. La prima separazione ebbe luogo circa tre milioni di anni fa, mentre la seconda appena 10.000 anni fa (vale a dire in epoca post-glaciale). I fossili dei Petroicidi della Nuova Zelanda si possono rinvenire talvolta nei pressi dei depositi accumulati nei pozzi sotterranei, in quanto questi animali si alimentano quasi esclusivamente sul terreno. I resti fossili indicano anche che un tempo le petroiche erano presenti in tutti gli habitat di pianura della Nuova Zelanda, fino a quando non ebbero inizio le deforestazioni ad opera degli antenati polinesiani dei Maori e, successivamente, dei colonizzatori europei.

## Descrizione
La petroica bruna dell'Isola del Sud è un Passeriforme di piccole dimensioni: misura 10–18 cm di lunghezza e pesa circa 35 g. La petroica bruna dell'Isola del Nord ricorda nell'aspetto sia le femmine che i giovani della petroica bruna dell'Isola del Sud, nonché dell'isola Stewart, il che talvolta rende molto difficile distinguere le tre. In tutte e tre le forme le femmine e i giovani si somigliano, ma nei giovani che hanno raggiunto l'indipendenza da poco non è ancora presente la macchia più chiara sul petto. Tuttavia, i maschi della petroica bruna dell'Isola del Nord hanno un piumaggio quasi nero, con una macchia bianca proprio sopra il becco e la parte inferiore del petto bianco-grigiastra. Le femmine e i giovani sono grigiastri e presentano una serie di macchioline più chiare su petto e gola. I maschi della petroica bruna dell'Isola del Sud sono di colore grigio scuro, ad eccezione di una macchia bianco-giallastra ben definita sulla parte inferiore del petto, mentre femmine e giovani sono ricoperti da un piumaggio di un grigio più chiaro, con una macchia sul petto meno distinta. Infine, sia i maschi che le femmine della petroica dell'isola Stewart somigliano alla petroica bruna dell'Isola del Nord.
Le petroiche brune della Nuova Zelanda sono uccelli relativamente longevi: in natura sono stati registrati esemplari che avevano almeno 14 anni.

## Distribuzione e habitat

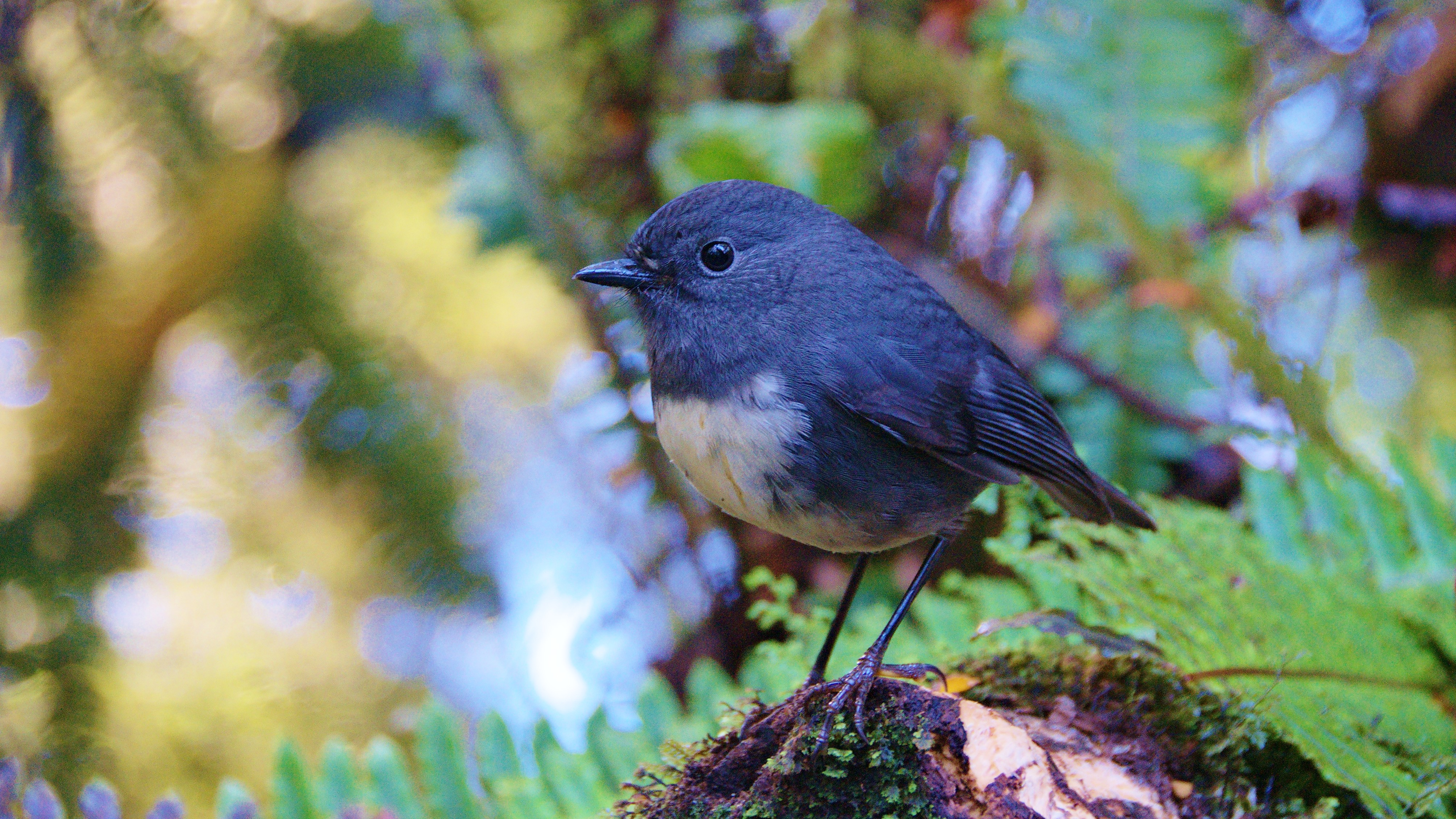
P. a. australis (distretto di Southland).

In passato la petroica bruna dell'Isola del Sud abitava gran parte delle pianure dell'Isola del Sud della Nuova Zelanda, ma nel corso dell'ultimo secolo il suo areale si è sempre più frammentato a causa della perdita dell'habitat e della predazione da parte delle specie introdotte. Sulla costa orientale dell'Isola del Sud ve ne sono solamente due popolazioni, ma la specie è un po' più comune nella parte settentrionale e occidentale. Malgrado tutto, gli è andata meglio che alla petroica dell'isola Stewart, attualmente relegata a tre sottopopolazioni, tutte quante presenti nella boscaglia paludosa di Leptospermum: sebbene questo non sia il suo habitat preferito, è anche quello meno popolato dai mammiferi predatori. A un certo punto la popolazione totale di questa sottospecie era inferiore alle 500 unità. Venne allora istituito un programma di traslocazione in isole libere dai predatori (come Ulva, Motuara e Nukuwaiata) che si è rivelato relativamente efficace nello stabilire nuove popolazioni (circa 600 individui solo a Motuara). Nell'Isola del Sud, P. australis mostra una netta preferenza per le piantagioni di abete di Douglas, piuttosto che per le foreste di essenze native (alberi di kanuka) o per le piantagioni di pino di Monterey. Questa scelta sembra essere apparentemente dovuta alla struttura della foresta, piuttosto che alla disponibilità di cibo o di siti di nidificazione, in quanto la specie predilige foreste strutturalmente semplici, con fitte canopie e terreno ricoperto da una lettiera di foglie. Quando ne venne introdotta una popolazione sull'isola di Ulva, la nidificazione è stata positivamente correlata alla presenza di una vegetazione costiera di latifoglie.

## Biologia

### Riproduzione
La petroica bruna dell'Isola del Sud è geneticamente monogama e le paternità extra-coniugali sono rare. Dal momento che è generalmente monogama, non è migratrice e rimane tutto l'anno nello stesso territorio di nidificazione, i membri di ciascuna coppia si trovano a dover competere tra loro per il cibo al di fuori del periodo di riproduzione. Il livello di competizione è ridotto da metodi di foraggiamento leggermente diversi; tuttavia, entrambi i partner rubano il cibo messo da parte del loro compagno se ne hanno l'opportunità. I maschi hanno atteggiamenti dominanti sulle femmine e non consentono alle partner di usufruire dei propri tesoretti, così esse possono saccheggiare le riserve dei maschi unicamente quando non vengono viste. Durante la stagione riproduttiva è la sola femmina a occuparsi della costruzione del nido e della cova, mentre il maschio va in cerca di cibo per lei e i piccoli.
Le petroiche brune dell'Isola del Sud raggiungono la maturità sessuale tra i sei e i dodici mesi di età. Iniziano la loro stagione riproduttiva piuttosto presto, in agosto o settembre (primavera australe) e quindi possono utilizzare le scorte di cibo rimanenti dell'inverno durante questo periodo. Costruiscono nidi a forma di coppa aperta nelle biforcazioni degli alberi o all'interno delle cavità del tronco. L'incubazione dura 18 giorni e i nidiacei lasciano il nido dopo 21 giorni. Trascorsi da cinque a venticinque giorni dall'abbandono del nido da parte dei giovani, la coppia può riprodursi di nuovo. Generalmente una covata è composta da due uova, ma vi è una correlazione inversa tra le dimensioni delle uova e il loro numero. Le covate sostitutive, in caso di perdita delle uova o dei nidiacei a causa della predazione, possono essere prodotte in tempi relativamente brevi, entro 3-10 giorni.

### Alimentazione

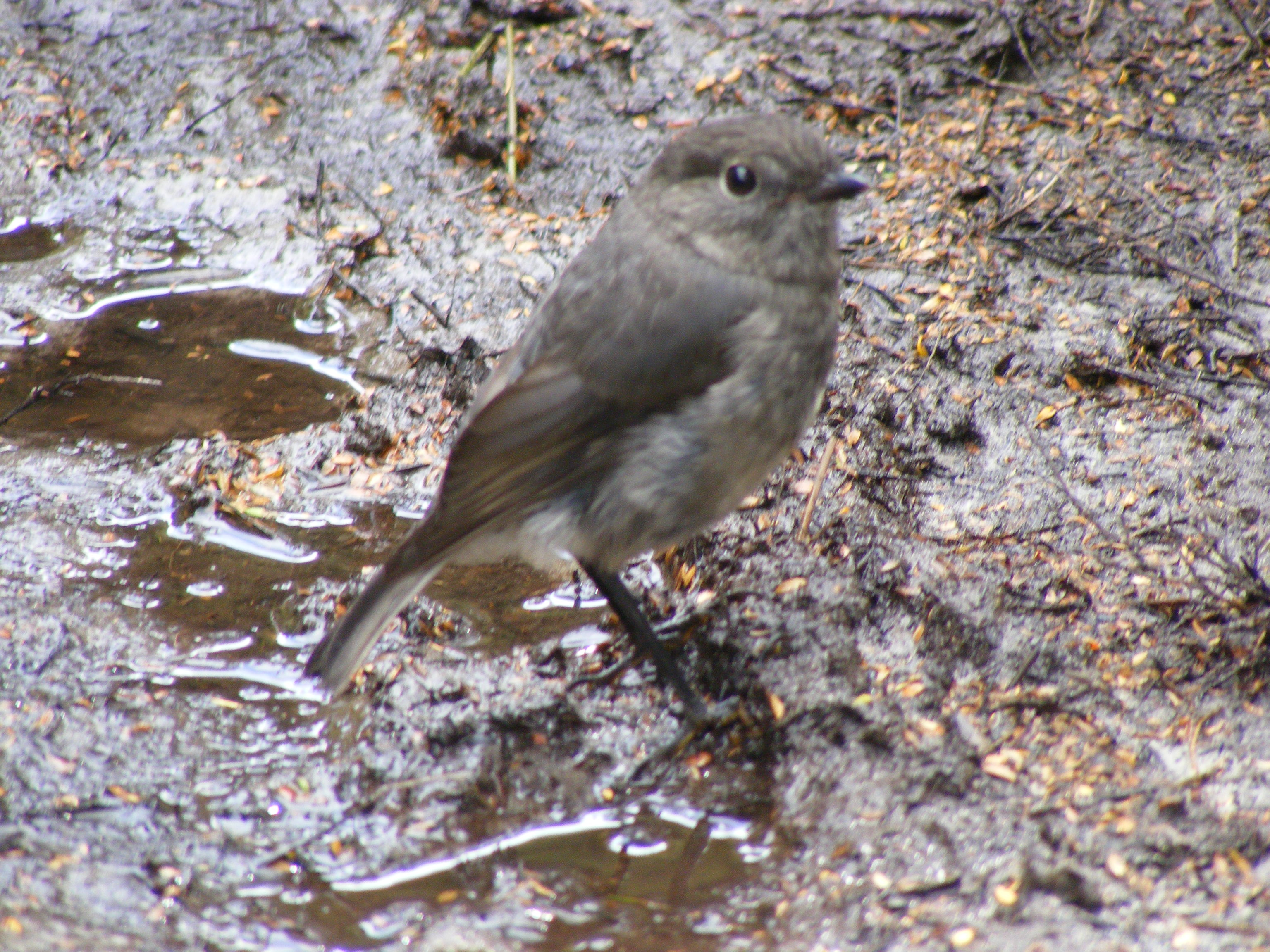
P. a. rakiura.

Gli invertebrati, compresi lombrichi, coleotteri e altri artropodi raccolti dalla lettiera di foglie, costituiscono la maggior parte della dieta della petroica. Le prede invertebrate possono essere immagazzinate intere o in porzioni più piccole. Le prede singole vengono stivate in siti separati. Le prede vengono generalmente immagazzinate entro una distanza di 10 m dal luogo di cattura, perfino quando l'animale si trova oltre i confini del proprio territorio. La petroica bruna dell'Isola del Sud è dotata di un'ottima memoria per quanto riguarda i siti dove ha nascosto il cibo: un maschio è stato visto svuotare fino a cinque depositi consecutivi prima di ritornare dalla sua partner che stava covando. Questi uccelli hanno dimostrato di avere una grande abilità nel differenziare e dare la priorità a depositi di varie dimensioni, fino a 12, senza alcun tipo di allenamento: sembra che questi animali siano dotati della più elevata competenza numerica riscontrata in specie selvatiche. Dato l'elevato tasso metabolico, in inverno la petroica trascorre quasi il 90% della giornata cacciando o immagazzinando prede. Di tanto in tanto è stata vista mangiare anche qualche bacca, ma queste ultime non vengono mai immagazzinate.

### Vocalizzazioni

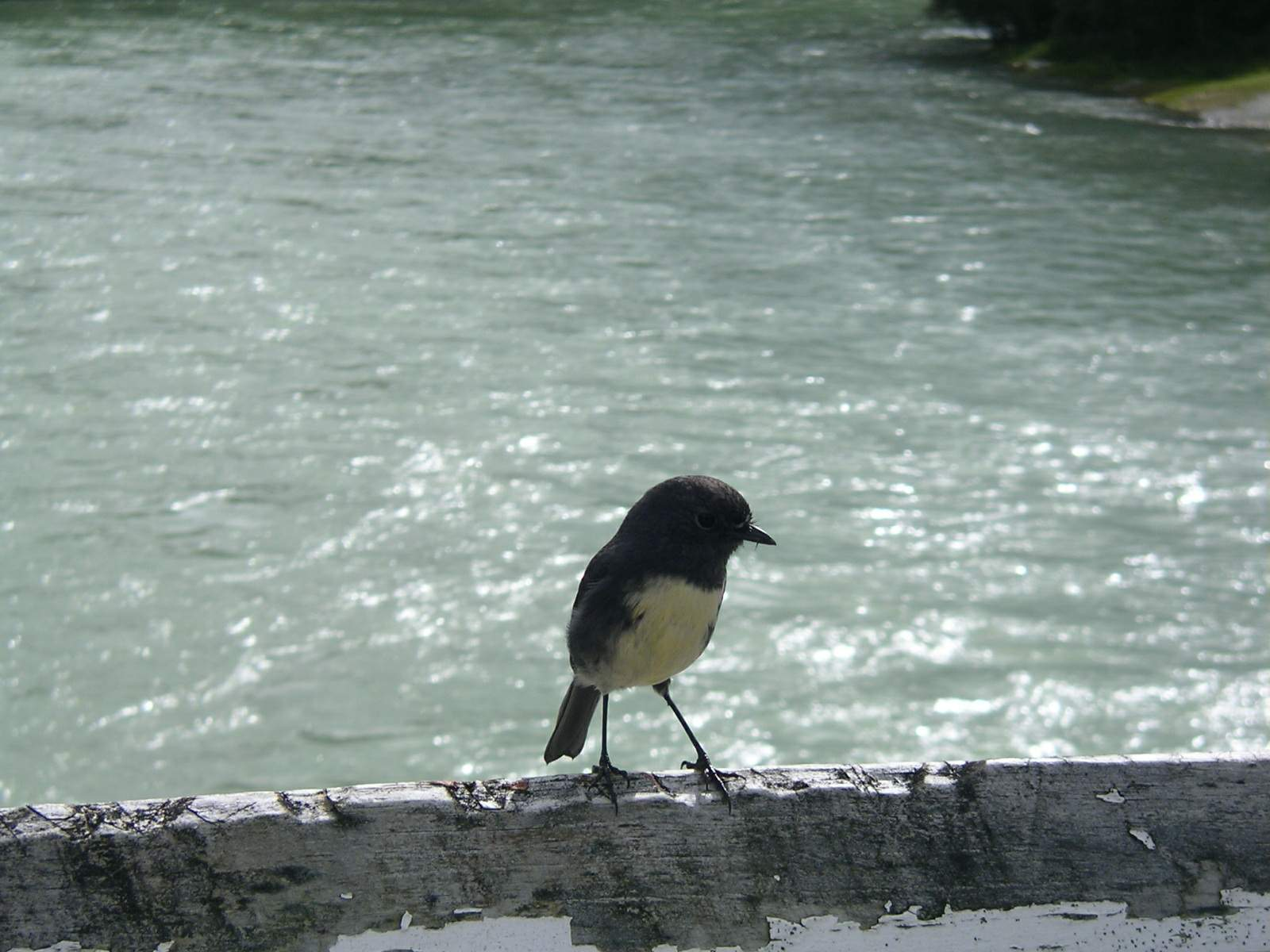
P. a. australis.

Il canto del maschio al di fuori della stagione riproduttiva è costituito da una serie di forti note di frequenza decrescente, che cominciano in rapida successione, per terminare lentamente. Durante la stagione riproduttiva, i maschi emettono un canto completo per corteggiare le femmine. È un canto potente, chiaro e continuo, che può durare oltre 30 minuti, con pause molto brevi, che di solito viene emesso a partire dalla volta o da un albero emergente. Apparentemente il canto gioca anche un ruolo nella regolazione strategica della massa corporea. Infatti, quando cantano all'alba o durante il giorno, le petroiche sembrano aumentare il loro canto in base alla disponibilità di cibo. Quando hanno a disposizione più cibo, dedicano una maggiore quantità di tempo alle attività più dispendiose dal punto di vista energetico, quali il canto, per arrivare a una massa strategica entro il tramonto. Pertanto, anche se due petroiche iniziano la giornata con un peso diverso, potrebbero avere un peso simile alla fine della giornata. Un effetto collaterale di questo comportamento potrebbe essere la dimostrazione della capacità di un particolare maschio nel recuperare le risorse alimentari: più canta, più è in grado di trovare cibo, e quindi sarà un miglior candidato come partner.

## Conservazione
La petroica bruna dell'Isola del Sud viene classificata tra le «specie a rischio minimo» (Least Concern) dalla IUCN. Tuttavia, la popolazione di petroica dell'isola Stewart (P. a. rakiura) è andata incontro recentemente a un paio di colli di bottiglia genetici a causa della deforestazione e della perdita dell'habitat, nonché alle predazioni da parte di mammiferi introdotti quali ratti, ermellini e gatti inselvatichiti. A causa di questo netto declino del numero di esemplari, sono stati fatti diversi tentativi per trasferire la sottospecie su altre isole vicine dove i predatori introdotti sono assenti o sono stati estirpati (vedi sopra). Tuttavia, molte di queste traslocazioni hanno coinvolto 12 o meno individui fondatori, facendo della consanguineità un problema quasi inevitabile. Ciò ha portato ad alcuni apparenti problemi di immunocompetenza e di riproduzione. Sull'isola di Motuara sono stati registrati elevati tassi di fallimento per quanto riguarda la schiusa delle uova, nonché un numero minore di covate. La consanguineità e le sue conseguenze genetiche e immunologiche, pertanto, rimangono un fattore di preoccupazione per questa sottospecie.
Al contrario, gli uccelli dell'Isola del Sud non mostrano impoverimento genetico rispetto alla loro popolazione storica, sebbene la loro distribuzione sull'isola sia diventata sempre più frammentata.

### Avvelenamenti da 1080
È stato registrato un certo numero di decessi di petroiche brune a seguito di avvelenamenti accidentali da 1080 durante le operazioni di controllo degli animali nocivi. La maggior parte di questi decessi era associata a quattro operazioni specifiche effettuate negli anni '80 che coinvolsero l'impiego di carote avvelenate di scarsa qualità. A parte questi casi, le petroiche hanno generalmente risposto bene ai programmi di controllo dei nocivi con l'utilizzo di esche di 1080 lanciate dagli aerei, con un aumento della sopravvivenza di pulcini e adulti e della popolazione. Uno studio scientifico condotto dall'Università di Otago su una popolazione inanellata durante un'operazione di avvelenamento con il 1080 che utilizzava esche con cereali non ha mostrato alcun impatto negativo sulle petroiche e ha suggerito un probabile aumento della popolazione grazie alla riduzione della pressione predatoria da parte dei mammiferi introdotti.